# Scottish Division One 1937-1938
La Scottish Division One 1937-1938 è stata la 48ª edizione della massima serie del campionato scozzese di calcio, disputato tra il 14 agosto 1937 e il 30 aprile 1938 e concluso con la vittoria del Celtic, al suo diciannovesimo titolo.
Capocannoniere del torneo è stato Andy Black (Hearts) con 40 reti.

## Classifica finale
Fonte:
|  | Pos. | Squadra             | Pt | G  | V  | N  | P  | GF  | GS  | QR    |
|  | ---- | ------------------- | -- | -- | -- | -- | -- | --- | --- | ----- |
|  | 1.   | Celtic              | 61 | 38 | 27 | 7  | 4  | 114 | 42  | 2,714 |
|  | 2.   | Hearts              | 58 | 38 | 26 | 6  | 6  | 90  | 50  | 1,800 |
|  | 3.   | Rangers             | 49 | 38 | 18 | 13 | 7  | 75  | 49  | 1,531 |
|  | 4.   | Falkirk             | 47 | 38 | 19 | 9  | 10 | 82  | 52  | 1,577 |
|  | 5.   | Motherwell          | 44 | 38 | 17 | 10 | 11 | 78  | 69  | 1,130 |
|  | 6.   | Aberdeen            | 39 | 38 | 15 | 9  | 14 | 74  | 59  | 1,254 |
|  | 7.   | Partick Thistle     | 39 | 38 | 15 | 9  | 14 | 68  | 70  | 0,971 |
|  | 8.   | St. Johnstone       | 39 | 38 | 16 | 7  | 15 | 78  | 81  | 0,963 |
|  | 9.   | Third Lanark        | 35 | 38 | 11 | 13 | 14 | 68  | 73  | 0,932 |
|  | 10.  | Hibernian           | 35 | 38 | 11 | 13 | 14 | 57  | 65  | 0,877 |
|  | 11.  | Arbroath            | 35 | 38 | 11 | 13 | 14 | 58  | 79  | 0,734 |
|  | 12.  | Queen's Park        | 34 | 38 | 11 | 12 | 15 | 59  | 74  | 0,797 |
|  | 13.  | Hamilton Academical | 33 | 38 | 13 | 7  | 18 | 81  | 76  | 1,066 |
|  | 14.  | St. Mirren          | 33 | 38 | 14 | 5  | 19 | 58  | 66  | 0,879 |
|  | 15.  | Clyde               | 33 | 38 | 10 | 13 | 15 | 68  | 78  | 0,872 |
|  | 16.  | Queen of the South  | 33 | 38 | 11 | 11 | 16 | 58  | 71  | 0,817 |
|  | 17.  | Ayr Utd             | 33 | 38 | 9  | 15 | 14 | 66  | 85  | 0,776 |
|  | 18.  | Kilmarnock          | 33 | 38 | 12 | 9  | 17 | 65  | 91  | 0,714 |
|  | 19.  | Dundee              | 32 | 38 | 13 | 6  | 19 | 70  | 74  | 0,946 |
|  | 20.  | Morton              | 15 | 38 | 6  | 3  | 29 | 64  | 127 | 0,504 |

Legenda:
      Campione di Scozia.
      Retrocesso in Division Two 1938-1939.
Regolamento:
Due punti a vittoria, uno a pareggio, zero a sconfitta.
A parità di punti, le posizioni in classifica venivano determinate sulla base del quoziente reti.